# Drifter (Dokumentarfilm)
Drifter ist ein Dokumentarfilm von Sebastian Heidinger aus dem Jahr 2007. Veröffentlicht wurde der Film 2009.

## Handlung
Sebastian Heidinger begleitete drei junge Menschen – Aileen (16), Angel (23) und Daniel (25) – durch den Alltag ihrer Heroinsucht in Berlin. In der Gegend um den Bahnhof Zoo kämpfen sie um ihr Überleben, das nur mit einer ausreichenden Menge der Droge gesichert ist. Obwohl sie sich das Geld dafür tagtäglich vor allem mit Prostitution beschaffen müssen, um ihren Ärger und Ekel davor zu betäuben, haben sie sich Träume und Sehnsüchte bewahrt. Doch ihnen ist klar, dass sie alle mit einem Entzug und dem Loslassen von der Droge beginnen.

## Kritiken
„Aus eher assoziativen, betont distanziert und emotionslos gehaltenen Ereignisketten von Gelegenheitsjobs über die Geldbeschaffung für den täglichen ‚Schuss‘ bis zur allabendlichen Übernachtungsfrage ergibt sich ein dramaturgisch verdichteter Tagesablauf, der die Beziehungen innerhalb der Dreieckszweckgemeinschaft offen legt. Eine realistische, bei aller Distanziertheit dichte Neubestimmung der ‚Kinder vom Bahnhof Zoo‘.“